# Tour François Ier
La Tour François Ier était un édifice militaire qui défendait l'entrée du port du Havre, et a longtemps figuré comme un emblème de la ville.   

## Histoire

### Construction

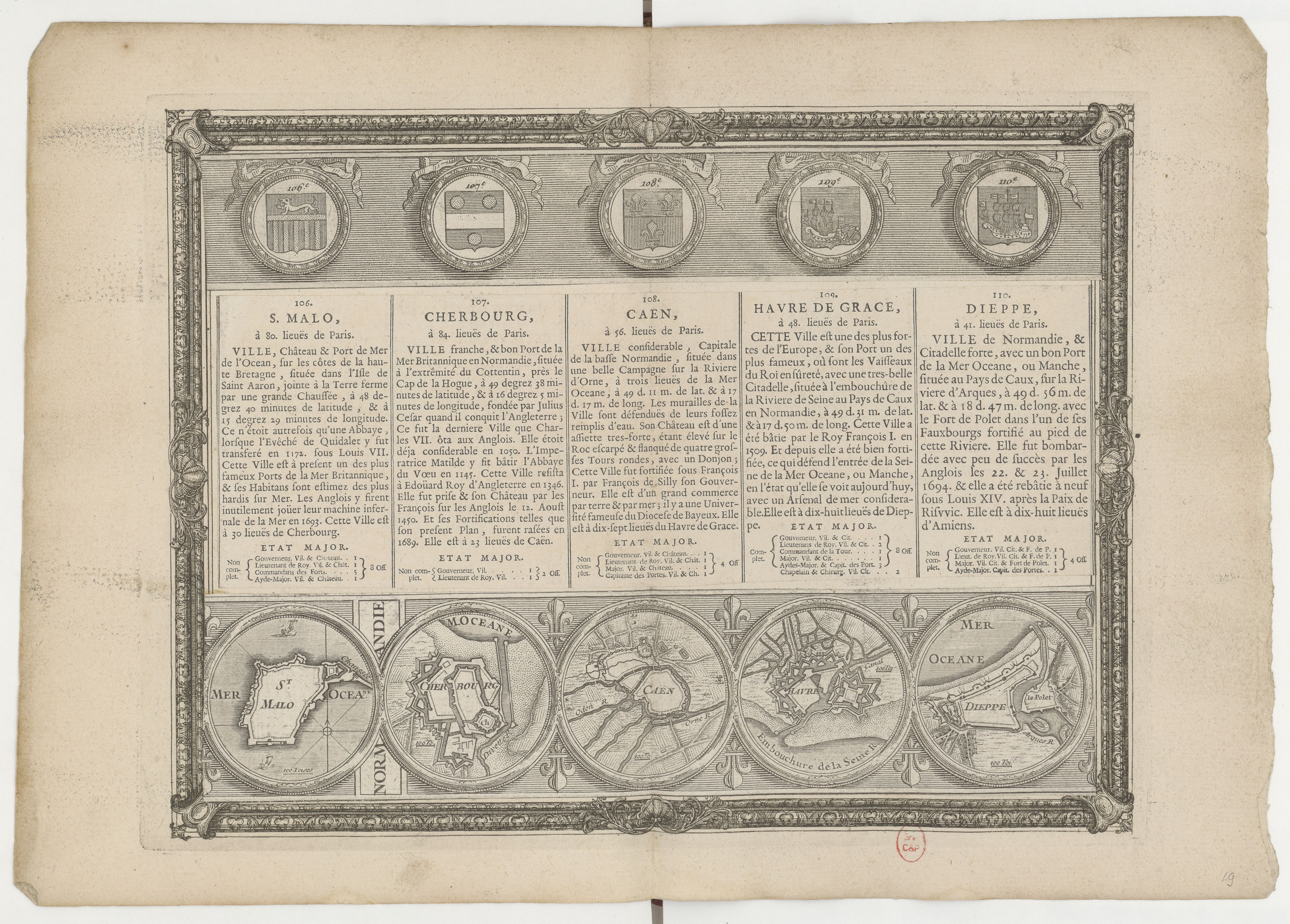
Havre de Grace dans lAtlas topographique de Pierre Lemau de La Jaisse en 1749.

La construction est décidée en 1517, lors de la fondation de la ville du Havre sur ordre du roi François Ier.  La tour est conçue pour protéger l'estuaire et défendre l'entrée du port contre les anglais. La construction, menée par Guyon Le Roy du Chillou, dure deux ans, entre 1518 et 1520. La tour marque la nouvelle entrée du port, creusée au printemps 1520, rendant caduque l'ancienne passe sud.   
Les salles en sous-sols sont prévues pour conserver les poudres des navires qui entrent dans le port. Cette fonction perdure jusqu'au début du XIXème siècle. Cependant, le lieu a également servi de prison dès 1560, comme l'atteste le plumitif de la commune du Havre, puis à l'époque de la ligue et de la Fronde, comme en témoignent des graffitis.   
L'étage inférieur de la tour sert de poudrière, mais également de cachot. D'abord surnommée la « Grosse Tour », elle prend progressivement, dans le courant du XVIIIe siècle, le nom de « Tour François Ier ».

### Evolution
Initialement, une deuxième tour devait être construite en face de la première. Faute de capitaux suffisants, c'est finalement une petite tour carrée, la tour Vidame, qui est bâtie en 1562 par Jean II de Ferrières. Elle sera détruite en 1782. La nuit, une chaîne reliant les deux tours empêche le franchissement de l'entrée du port par des navires.  

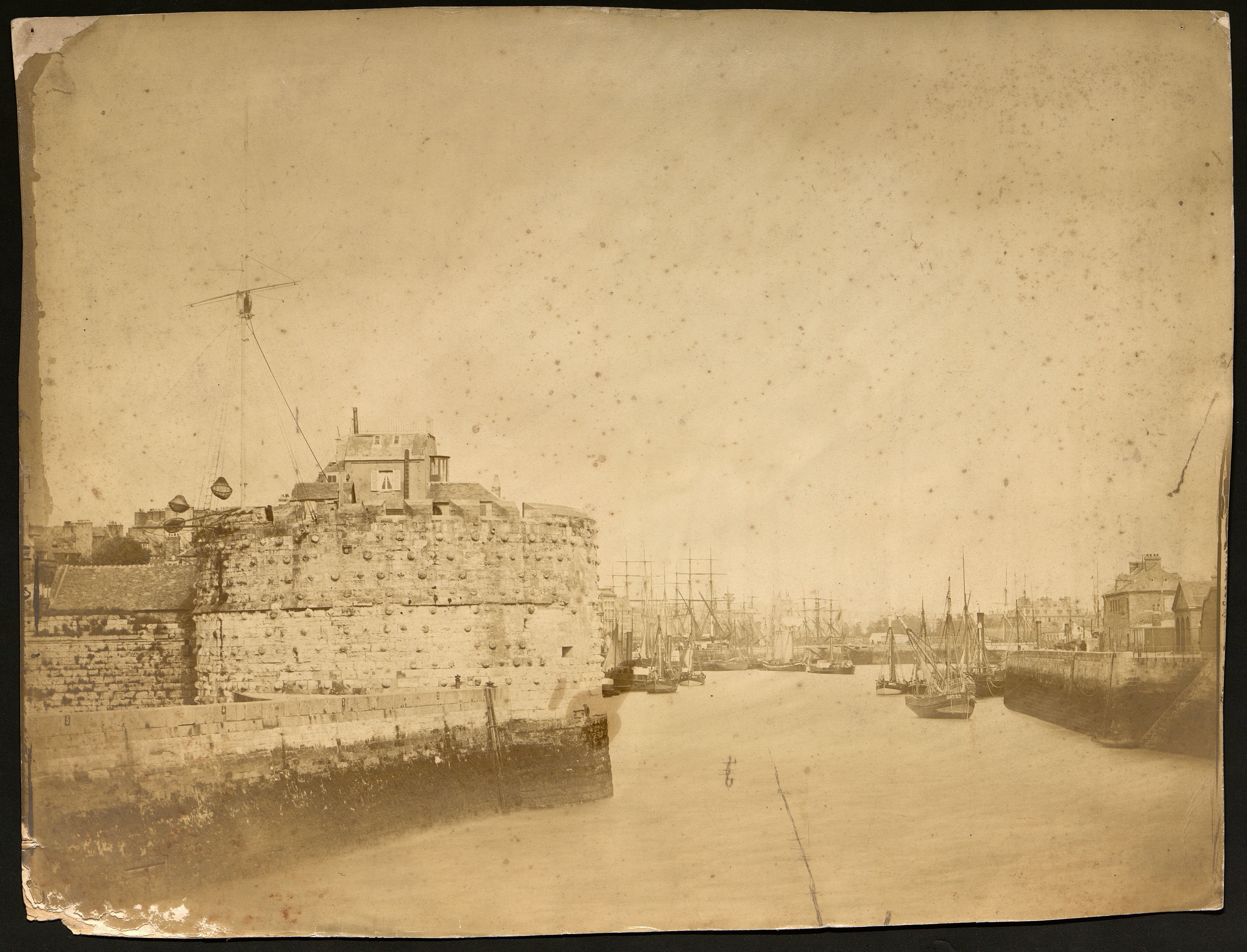
Jean-Victor Warnod, L'Entrée du port du Havre, la tour François Ier, 1855. Bibliothèque municipale du Havre. En ligne sur Nutrisco.

A la fin du XVIIIème siècle, un télégraphe Chappe, système de communication optique à bras articulé, est installé sur la plateforme de la tour. Il répond à des besoins militaires et civils. Il est remplacé au début du XIXème siècle par un nouveau système de sémaphore conçu par l'inventeur Charles Depillon. Un marégraphe est également installé le long de la muraille ; la hauteur de l'eau est transmise, grâce à un câble passant par une poulie, au bureau du chef des signaux, installé sur la terrasse de la tour. L'information est transmise aux navires tous les quarts d'heures, grâce à un code à base de boules déplacées sur une structure en filet, sur un mât dressé en haut de la tour.   

### Démolition
La démolition de la tour François Ier est décidée en 1861 afin d'agrandir l'entrée du port, opération rendue nécessaire par le développement de navires à vapeur plus grands et plus puissants. La tour et les jetées créent un goulot d'étranglement dangereux pour la navigation. Les travaux commencent le 15 octobre 1861. Contrairement aux prévisions des ingénieurs, la tour résiste aux travaux de rasement, et l'utilisation d'explosifs est nécessaire pour fragiliser le pilier central de la salle d'artillerie. Fin janvier 1862, il ne reste plus que les fondations, dont le retrait s'avère plus difficile encore, et s'étale de 1862 à 1868 : il faut extraire les pieux et retirer les pierres du soubassement. Le recours à un scaphandrier est nécessaire. Le chantier s'achève le 6 novembre 1868. Deux brise-lames sont construits dans l'espace laissé vide. 
À l'époque, la destruction de la tour suscite l'émoi des contemporains, et sa nécessité est contestée. 

## Architecture
Elle s'élevait à 30 mètres de hauteur, pour un diamètre de 25 mètres. 

## Postérité
La tour François 1er a fait l'objet de plusieurs évocations littéraires. Dans Les Mémoires d'un touriste, Stendhal met en scène un personnage qui contemple la ville du Havre depuis la tour François Ier. Marie Le Masson Le Golft la décrit dans Coup d’œil sur l'état ancien et présent du Havre. Au XIXe siècle, elle est également citée par Gérard de Nerval, Abel Hugo, Joseph Morlent ou encore Jules Janin.  
La silhouette emblématique de la tour, caractérisée par ses proportions trapues et les bossages de ses parements, incarne l’identité du port du Havre et figure sur des plans de ville. Elle a notamment été représentée par le peintre Jules Noël.    
La clef de la tour et plusieurs vestiges lapidaires font aujourd'hui partie des collections des Musées d’Art et d’Histoire du Havre.   